# Борис Џонсон
Александер Борис де Фефел Џонсон (енгл. Alexander Boris de Pfeffel Johnson; 19. јун 1964) британски је новинар и политичар Конзервативне странке, бивши је градоначелник Лондона од 2008. године до 2016. године, и премијер Уједињеног Краљевства од 2019. до 2022. године. Био је представник Хенлија у парламенту и уредник магазина The Spectator. Дана 13. јула 2016. године именован је за министра спољних послова Уједињеног Краљевства.

## Биографија
Борис Џонсон је рођен 19. јуна 1964. године у Њујорку; отац му је турског порекла, наиме његов прадеда је био Осман Кемал који се покрстио као Вилфред Џонсон, док је његова бака потомак ванбрачне везе краља Џорџа II што га доводи у рођачке везе са великим бројем племића па чак и са Дејвидом Камероном. Са мајчине стране има руско-јеврејске корене. Са породицом се преселио у Лондон када је имао пет година. Студирао је класичне науке на Универзитету у Оксфорду, а након студија се вратио у Лондон.
Пошто је дипломирао, запослио се као саветник за менаџмент али је дао оставку након свега недељу дана. У вези са тим је и његова чувена изјава Колико год се трудио, нисам могао да гледам у графикон раста профита на видео-биму, а да не паднем у несвест.
Након тога почео је да се бави новинарством, те је 1999. године постао уредник магазина The Spectator. Захваљујући том радном месту постао је запажен у јавности.

### Политичка каријера
Борис Џонсон је члан Конзервативне странке. 2001. године је изабран за представника Хенлија на Темзи у парламенту. Године 2004. је постао министар опозиције за културу, а 2005. године за просвету.
У јулу 2007. године се повукао са функције министра опозиције за просвету како би могао да буде кандидат конзервативаца у изборима за градоначелника Лондона. Успео је да победи тадашњег градоначелника, Кена Ливингстона.
Дана 24. јула 2019. године изабран је за британског премијера. Дана 7. јула 2022. године, новопостављени министар финансија Надим Захави јавно је изјавио да верује да Џонсон треба да поднесе оставку. У року од неколико сати, BBC и друге новинске куће известиле су о намери Бориса Џонсона да поднесе оставку на место премијера, у очекивању избора за руководство странке до јесени те године. Џонсон је најавио оставку у 12.30 часова. Након извештаја о његовој оставци, британска фунта је привремено ојачала у вредности, а британске акције су порасле. Он је остао премијер све док његова странка није изабрала Лиз Трас као његову наследницу.

## У медијима
Џонсон је глумио у једној епизоди чувене Би-Би-Сијеве серије EastEnders. Гостовао је и у популарним емисијама Have I Got News for You и Top Gear, што је повећало његову популарност међу гласачима.